# Josef Macholán
Josef Macholán (20. června 1932, Sudice – 9. listopadu 2007) byl český architekt, sochař malíř a designér nábytku.

## Studium
Josef Macholán se vyučil u svého otce, který byl stolařem. Toto velice dobře zužitkoval ve své profesi, jelikož mu to umožnilo realizovat některé jeho projekty na vlastní pěst. V letech 1950–1954 studoval na Vyšší škole uměleckého průmyslu v Brně pod vedením profesora J. A. Šálka.

## Kariéra
Po dokončení studia zahájil další etapu svého života, a tou byla práce. Roku 1955 nastoupil jako návrhář do Výzkumného ústavu místního hospodářství v Brně. Zde pobyl dva roky a poté začal pracovat na Krajském konstrukčním středisku v Brně. Stejně jako v předešlém případě, i zde setrval dva roky. Jeho cesta pak pokračovala do Dřevopodniku města Brna, kde zůstal až do roku 1962. Dále pracoval ve Vývoji nábytkářského průmyslu, později byla firma přejmenována na Výzkumný a vývoj ústav nábytkářský. Jak z výčtu pracovních zkušeností vyplývá, tak se Josef Macholán většinu svého života soustředil zejména na design nábytku. Spolupracoval s řadou firem, jako byly Interiér Praha nebo například Dýha Brno.

## Tvorba
Pro Josefa Macholána byla typická práce s nerosty a drahými kameny. Byl totiž sběratelem těchto předmětů a nerosty společně s drahými kameny je umisťoval na svá díla. Zejména to pak byly židle, které sám navrhl a zhotovil ve své dílně v Sudicích. Celkem vytvořil na 93 kusů solitérů, které byly odlišné v konstrukci, použitým materiálem a povrchovou úpravou. Ovšem kromě toho to byl i člověk s velkým nadáním na práci s kovy a barvami. To potvrdil v souvislosti s kresbami pro dějiny Oslavan (2003) a také i na jednotlivých kusech nábytku, a rovněž i na betlémech. Jeho netradiční pojetí designu tak disponovalo nevšední originalitou.

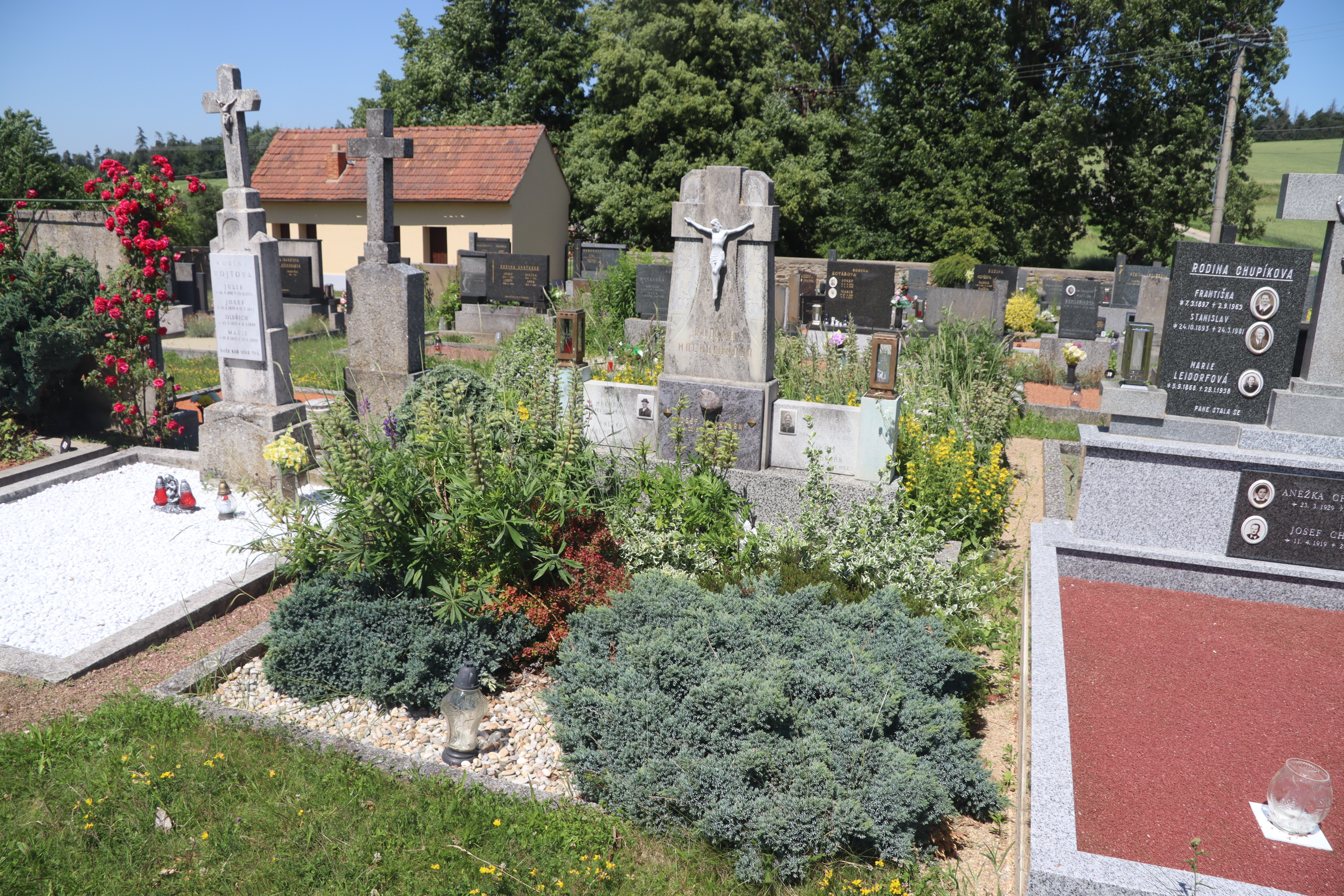
Hrob rodiny Josefa Macholána v Sudicích v okrese Třebíč

## Nábytek
Josef Macholán vynikal v designu interiéru a nábytku. Podle vlastnoručně navržených systémů (Alfa, Intertekta a Sekona), tehdy patřící k nejrozšířenějším nábytkovým typům, tak zpracovával své návrhy, vyrábějící se v obrovském počtu. Své designérské nadání uplatňoval i v rámci významných budov a institucí v Československu, a to i v zahraničí. Do prostorů zasazoval své unikátní kusy nábytku, například v hotelu Praha. Po následné destrukci byl z velké části mobiliář zachráněn a využit v jiné historické budově.

## Židle
Tvorba nábytku, zejména židlí, proslavila Josefa Macholána nejvíce. Jak již bylo zmíněno výše, tak Josef Macholán pracoval i s kovy a nerosty, které právě vkládal do svých návrhů. Z kolekce 93 židlí je patrné, jak rozmanité techniky dokázal Josef Macholán využít. Jedná se například o hranolovou židli, židle s kolíkovou konstrukcí, malovaný nábytek a s kameny. Mezi tvarově rozmanité kusy nábytku lze například zařadit křeslo ve tvaru mrakodrapu, křeslo s obrazovým výjevem, židle ve tvaru vánočního stromečku či v podobě stožáru. Druhou velice zajímavou skupinou je nábytek vyrobený z dubových hranolků s barevnou povrchovou úpravou. Jedná se o vysoké objekty ve formě jednoduchých geometrických tvarů a několik typů menších sedaček ze silnějších profilů. Další kategorie představují malované židle. Tento soubor uvádí především sériové židle, které jsou upravené, doplněné a barevně pomalované.

## Výstavy
Svou tvorbu mohl Josef Macholán poprvé prezentovat na výstavě v Uměleckoprůmyslovém muzeu Moravské galerie v Brně roku 1997. Ohlas vystavené kolekce židlí přispěl k ještě větší popularizaci tvorby Josefa Macholána. Soubor, který byl představen na výstavě v Brně, následně roku 1998 putoval do Horácké galerie v Novém Městě na Moravě (1998) a do Galerie výtvarného umění v Hodoníně. O pár let později byla expozice prezentována v Muzea východních Čech v Hradci Králové (2004) a poté na zámku Nové zámky u Nesovic (2006) i na zámku v Bystřici pod Hostýnem, kde se výstava konala u příležitosti nedožitých 85. narozenin umělce. Pozdější výstavy byly převážně zaměřeny na betlémy. 

## Výrobní podniky
Ve spolupráci s Výzkumným a vývojovým ústavem nábytkářským (VVÚN) v Brně se Josef Macholán zaměřil na tvorbu moderního nábytku a interiéru, a to v rámci Uměleckoprůmyslových závodů v Bučovicích. Uplatnil se zde i ložnicový systém Koryna, navržený Josefem Macholánem. Název byl odvozen od místa výroby a tím byl závod Koryčanech. Velkou zakázkou pro VVÚN byla v 80. letech dostavba Národního divadla. Konkrétně se jednalo o Novou scénu. Zpočátku se architekti s řadou problémů. V první řadě to byly krátké termíny, které byly způsobeny změnou funkčního poslání dostavby okolí Národního divadla. Bylo to náročnější i v tom smyslu, že se jednalo o výrobu atypických a speciálních typů nábytku. Josef Macholán zde navrhoval například čalouněný nábytek. O zhotovení tohoto typu nábytku se pokoušelo i družstvo Dyha Brno. Zaměřovali se především na řemeslnou práci a soupravy Florencie a Riviera obdržely na prodejní výstavě Brno 77 zlaté ocenění. V 80. letech se Josef Macholán také soustředil na vývoj kancelářského nábytku v rámci nábytkářského závodu v Říčanech. Zde se vyvinul zcela nový přístup k vytváření nábytku. Kladl se větší důraz na technologickou variabilitu kancelářského nábytku. Například se zaoblily všechny hrany, zakomponovalo se osvětlení a vedení elektrické energie v rámci sestavování nábytku. 